# JALエンジニアリング
株式会社JALエンジニアリング（ジャルエンジニアリング）は、東京国際空港内に本社を置く日本航空グループの機材全般の点検・整備を行う日本航空の子会社である。

## 概要
日本航空の整備事業再編統合により、JAL航空機整備成田、JAL航空機整備東京、JALエンジンテクノロジー、JALアビテックの4社を統合するとともに、国内空港における航空機整備の現業部門ならびに一部の管理機能を除く間接機能を親会社である日本航空インターナショナル（現・日本航空）整備本部より移管し、新会社として2009年（平成21年）10月1日に設立された。
初代社長の芳賀正明によれば、ルフトハンザドイツ航空傘下の航空機整備会社であるルフトハンザ・テクニック(Lufthansa Technik)のビジネスモデルを、ひとつの模範としている。
社内の技術を向上させるため、「マイスター制度」を整備したり、技能大会を開催している。

## 沿革
- 1983年（昭和58年）4月 - JAL航空機整備東京の前身、日本航空機塗装を設立。
- 1988年（昭和63年）
  - 4月 - JAL航空機整備成田の前身、日航アビエーションメンテナンスを設立。
  - 7月 - JALアビテックの前身の1社である日航アビオニクスを設立。
  - 10月 - JALエンジンテクノロジーの前身、日航エンジンテクノロジーを設立。
- 1990年（平成 2年）6月 - JALアビテックの前身の1社である日航コンポーネントテクノロジーを設立。
- 2000年（平成12年）10月 - 日航アビオニクスと日航コンポーネントテクノロジーを統合、JALアビテックを設立。
- 2006年（平成18年）
  - 4月 - 
    - 電気・電子・機械部品、着陸装置、構造部品等、航空機用部品の整備・修理を日本航空インターナショナル部品事業部よりJALアビテックに全面移管。
    - エンジン及びその部品の整備・修理を日本航空インターナショナルエンジン事業部よりJALエンジンテクノロジーに全面移管。
- 2007年（平成19年）4月 - 成田空港及び関西空港における航空機整備の現業部門を日本航空インターナショナル成田整備事業部よりJAL航空機整備成田に全面移管。
- 2009年（平成21年）10月 - JAL航空機整備成田、JAL航空機整備東京、JALエンジンテクノロジー、JALアビテックの4社を統合すると同時に、羽田空港を含む国内空港における航空機整備の現業部門、並びに一部の管理機能を除く間接機能を日本航空インターナショナル整備本部より移管し、新会社JALエンジニアリングを設立。